# Lira di Parma
La lira parmigiana fu la valuta del Ducato di Parma fino alla sua incorporazione nel nascente Stato italiano nel 1860. Una valuta con lo stesso nome, ma di diverso valore, era usata a Parma anche prima dell'arrivo di Napoleone.

## La lira carolingia
I Ducati di Parma e Piacenza già battevano propria moneta prima dell'annessione alla Francia del 1802. Parma e Piacenza avevano sistemi monetari distinti entrambi basati sul sistema monetario carolingio in cui 12 denari erano pari ad un soldo e 20 soldi formavano una lira. Tuttavia nessuna moneta riporta l'indicazione lira prima del 1790 e anzi la moneta da 20 soldi continuò a riportare la dicitura 20 soldi fino all'ultimo anno in cui fu coniata, il 1797.
Il termine lira appare quindi nel 1790 con l'introduzione della moneta da 3 lire che riporta LIRE TRE DI PARMA. Il 22 marzo 1795 la lira parmigiana viene imposta anche al Ducato di Piacenza e nel 1796 anche al Ducato di Guastalla realizzando la completa unificazione monetaria.
Tale situazione durerà solo fino all'annessione dei territori ducali alla Repubblica Francese come Dipartimento del Taro nel 1802 e la conseguente introduzione del franco francese.

## La lira moderna

### Maria Luigia d'Austria
Dopo il periodo napoleonico, in virtù del Trattato di Fontainebleau dell'11 aprile 1814, il Ducato di Parma, Piacenza e Guastalla viene assegnato a Maria Luigia d'Austria.
La nuova amministrazione, con decreto del 22 luglio 1819, mantenne il sistema monetario di tipo decimale basato sullo stesso piede monetario usato in Francia. Seppur riproponendo l'antico nome di lira, e al di là delle esigenze logistiche che imposero la coniazione di monete proprie di Maria Luigia presso la zecca di Milano, il Ducato di Parma mantenne dunque di fatto il franco francese sul suo territorio. In un'epoca in cui le valute erano caratterizzate da un reale valore intrinseco, le monete di Parma cominciarono a circolare liberamente negli Stati che avevano de facto la stessa valuta, ossia il Piemonte e la Francia, e vicendevolmente accadde la stessa cosa dentro i confini ducali.
Il decreto del 1819 confermò pesi e misure delle monete da 40, 20, 5 e 2 lire, da 1 lira, e da 10 e 5 soldi, rispettivamente pari a 50 e 25 centesimi. Come il franco, la nuova lira valeva 4,5 g di argento fino. Tali monete vengono poste in corso legale dal 5 agosto 1819, ponendosi in continuità coi franchi di pari valore. Il 1º ottobre 1830 un successivo decreto introduce anche gli spezzati da 5, 3 e 1 centesimo battuti esclusivamente con data 1830.

### Carlo III di Borbone
Alla morte di Maria Luigia i territori ducali ritornano ai Borbone. In particolare sotto Carlo III di Borbone viene utilizzata l'officina monetaria di Parma che non veniva più usata per la battitura di monete dai primi anni dell'800 ed era stata solo sporadicamente utilizzata per la produzione di bottoni e per la medaglia per l'Accademia delle Belle Arti dal 1818. Si iniziano a battere le monete da 1, 3 e 5 centesimi con data 1854 che vengono però tutte distrutte data la morte del Duca il 27 marzo dello stesso anno per mano di un attentatore.
Tali monete vengono riconiate nel 1859 utilizzando i conii originali nel numero di 17 esemplari per ciascun taglio.

### Roberto I di Borbone
A Carlo III succede il figlio Roberto che, data la giovane età, regna sotto tutela della madre Louise Marie di Berry.
Nel breve periodo della reggenza, viene coniata la sola moneta da 5 lire. Tale moneta, intagliata dal Bentelli riporta i busti accollati della Duchessa e del principino, riporta come anno il 1858 ed è comunemente detta robertino.
Con l'annessione, nel 1859, del Ducato al Regno di Sardegna cessa la battitura di moneta nella zecca di Parma. Nel territorio parmense il passaggio alla lira italiana fu una pura formalità, dato che i due conii erano in realtà la stessa moneta con lo stesso valore.